# Krondorf (minerální voda)

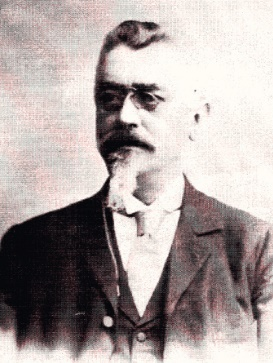
Carl Gölsdorf – dřevařský odborník z Plavna, který v roce 1876 podchytil pramen Krondorfské kyselky

Krondorf je mineralizovaná přírodní minerální voda hydrogeochemického typu  NaCa(Mg)-HCO3 obsahující oxid uhličitý v přirozené formě a také dvakrát větší množství kyseliny ortokřemičité, než je obvyklé u minerálek stáčených po celé Evropě. Křemík je v této podobě velmi dobře vstřebatelný pro lidský organismus. Hlubinný vrt v Doupovských horách v okrese Karlovy Vary představuje jediný kapacitně limitovaný zdroj, z nějž je voda jímána z hloubky 90 metrů. Její odhadované stáří činí více než 100 let a pro zachování nejvyšší kvality byl zvolen šetrný manufakturní způsob stáčení.
V současnosti je vodní zdroj v rukou rodinné firmy Krondorf a. s., která vznikla v roce 2016. 

## Historie
K objevení pramene největší měrou přispěl dřevařský odborník z Plavna Carl Gölsdorf. Ten rozpoznal výjimečné kvality minerálního pramene přirozeně vyvěrajícího v Doupovských horách, kde pracoval. V roce 1876 nechal tento pramen podchytit a poslal jeho vzorky k rozboru tehdejším vědeckým špičkám. Chemické rozbory provedli renomovaní pražští profesoři Josef Lerch (1879), Wilhelm Gintl (1881), Heinrich Kisch (1880) a karlovarský hydrogeolog Josef Knett (1902). Výsledky potvrdily výjimečné složení objeveného pramene, což byl počáteční impulz k založení expediční firmy. Ta roku 1878 začala s jímáním a rozesíláním minerální vody Krondorf.
Carl Gölsdorf měl výborného obchodního ducha a brzy vybudoval filiálky v Berlíně, Vídni a Budapešti. Z Krondorfu se stalo oblíbené výletní letovisko a minerální voda Krondorf vstoupila do všeobecného povědomí i za hranicemi tehdejšího Rakouska-Uherska. Koncem 19. století byly reklamní inzeráty Krondorfu součástí všech významných turistických periodik.
V průběhu světových válek původní pramen zanikl. Avšak voda dobře skrytá pod povrchem dostává svoji příležitost v novodobé historii. V roce 2010 byl objeven nový zdroj vody, jejíž složení je téměř identické s původní minerálkou. Ke znovuoživení tradice dochází v roce 2015, kdy Ministerstvo zdravotnictví ČR udělilo zdroji minerální vody Krondorf povolení k užívání.  

## Vlastnosti minerální vody Krondorf
Minerální voda Krondorf je výjimečná, neboť i přes poměrně vysokou mineralizaci je po chuťové stránce svěží, příjemná a vyvážená. Je to dáno šťastnou kombinací zastoupených minerálů a také autentickým oxidem uhličitým, který má sopečný původ. Pití vody s tímto složením podporuje trávení a představuje důležitý zdroj vstřebatelného křemíku pro lidský organismus. Nezastupitelnou rolí tohoto chemického prvku v lidském těle se zabývá také doc. Ing. Jiří Brát, CSc. Uvedené vlastnosti předurčují vodu ke speciálnímu, velmi šetrnému zacházení, proto je manufakturně stáčená do originálních lahví z těžkého skla. Předlohou pro současný design je lahev z roku 1904, která je opatřena patentovaným uzávěrem. Luxusně balená voda butikového typu pak putuje na objednávku přímo na stůl restaurací nabízejících zážitkovou gastronomii.

## Chemické složení
| Pramen   | Na  | K    | Mg   | Ca  | F    | Cl   | Sírany | Hydrogenuhličitany |
| -------- | --- | ---- | ---- | --- | ---- | ---- | ------ | ------------------ |
| Krondorf | 329 | 75,2 | 70,3 | 112 | 1,92 | 13,6 | 31,3   | 1590               |

Minerální voda Krondorf se vyznačuje bohatostí na vápník, hořčík a další významné ionty.  Významným rysem je přirozené proplynění oxidem uhličitým. Celková mineralizace činí 2 350 mg·l−1 a odparek (při 180 °C) 1 883  mg·l−1 solí a nerozpustných látek. Voda z tohoto zdroje má velmi vysoký obsah kyseliny křemičité, až 142 mg·l−1 ve formě H4SiO4. Po přepočtu činí obsah křemíku 42 mg·l−1, tedy nejvyšší obsah ze všech známých evropských balených minerálních vod. Rovněž obsah volného rozpuštěného oxidu uhličitého ve vodě tohoto zdroje je velmi vysoký a přesahuje hodnotu 3 g·l−1.   